# Copadichromis trewavasae
Copadichromis trewavasae è una specie di pesci della famiglia dei Ciclidi. Il nome di questa specie di Copadichromis è stato assegnato in onore della nota ittiologa Ethelwynn Trewavas.
La si può trovare in Malawi, Mozambico, e Tanzania. È endemica del Lago Malawi.